# Grambach (Tegernsee)
Der Grambach ist ein Bach in  Oberbayern, der in den Tegernsee mündet. Der Grambach entspringt in mehreren Quellen zwischen der Neureuth im Süden und der Berger-Alm am Gassler Berg im Norden. In seinem Verlauf wird der Grambach mehrmals durch eine Forststraße gekreuzt. Nachdem er bei Sankt Quirin die Gleise und die Bundesstraße 307 gekreuzt hat, mündet er in den Tegernsee.